# Église Saint-Laurent d'Ugine
Pour les articles homonymes, voir Église Saint-Laurent.
L’église Saint-Laurent d'Ugine est une église catholique située dans le département de la Savoie, au Chef-lieu de la commune d'Ugine. Fondée par les moines bénédictins de l'abbaye de Saint-Michel de la Cluse, dans le style néo-classique, elle est dédiée à Saint Laurent.

## Localisation
L'église Saint-Laurent se situe à Ugine une ville appartenant au département de la Savoie. Elle a été construite au Chef-lieu et se situe actuellement entre la poste et la mairie d'Ugine.
Elle appartient à la paroisse de Saint Laurent.

## Histoire
Cette église est dédiée à Saint Laurent, un diacre et martyr du IIIe siècle qui fut brûlé vif sur un gril. C'est le 10 août que sa fête patronale est célébrée, son gril est resté sur les armoires de la ville.
Le prieuré rural d'Ugine est fondé à la fin du XIe siècle, vers 1091, par les moines bénédictins de Saint-Michel-de-la-Cluse. La seule construction restante de l'édifice primitif est le cœur du XIIe siècle.
Le chœur de Saint-Laurent fait partie des églises qui, dans l'année 1160 voit la croisée du transept et les croisillons. Ce nouveau procédé de voûtement fait partie de la première phase du gothique savoyard introduit en Savoie par les clunisiens et les bénédictins.
C'est au XVIIe siècle que la grande nef est reconstruite (1681 à 1685), elle est constituée de piliers massifs, de voûtes, et de fenêtres arrondies. Dès lors l'église est dotée d'un décor baroque.
L'église est consacrée en 1685.
L'église est agrandie d'un travée et d'une façade très élaborée adoptant un style néo-classique fin XIXe siècle. En son intérieur, deux grand escaliers mènent à l a nouvelle tribune. De plus une flèche est ajoutée à la tour du clocher roman.
Au XXe siècle, la mairie d'Ugine met en place des travaux importants. Les décors sont effacés et les retables démontés, .

## Description
L'église possède un cœur datant du XIIe siècle, classé monument historique,. Il est composé de deux travées barlongues et d'un chevet droit voûté d'ogives. Les colonnes supportent un chapiteaux à feuillages et laisse apparaître une nef-halle édifiée de 1681 à 1685 avec des retables dans le style baroque.

## Protection
Ce monument est aujourd'hui classé parmi les objets protégés de la ville d'Ugine. Son inventaire est seulement composé d'un petit ensemble de statues datant du XVIIIe siècle et du XIXe siècle  ainsi qu'une chaire provenant du réfectoire de l'Abbaye Notre-Dame de Tamié et classée monument historique.